# 林健太郎 (サッカー選手)
林 健太郎（はやし けんたろう、1972年8月29日 - ）は、東京都町田市出身の元プロサッカー選手、サッカー指導者。現役時代のポジションはディフェンダー・ミッドフィールダー。元日本代表。

## 経歴
高校時代は、福永泰と同級生で、のちにヴェルディでもチームメイトとなる戸倉健一郎や長谷部茂利は1学年上だった。1学年下には、栗原圭介と松川友明が在籍していた。
大学卒業後、ヴェルディ川崎（現・東京ヴェルディ1969）に入団。ヴィッセル神戸には'98年シーズン途中からの加入だったが、16連敗というJリーグワースト記録（当時）を作るほど深刻な不振に陥っていたチームの立て直しに貢献し、J1参入決定戦にてコンサドーレ札幌に競り勝ちJ1参入を決める原動力となった。2005年にレンタル終了後復帰したヴェルディのJ2降格が決定すると、米山篤志らと共にクラブから戦力外通告を受ける。
その後、東京Vと入れ替わる形でJ1へ昇格したヴァンフォーレ甲府の大木武監督からのラブコールを受け移籍。
2009年を最後に現役を引退。2010年6月27日に引退試合として「ヴァンフォーレ甲府 vs 林健太郎とゆかいな仲間達」が開催され、前半はゆかいな仲間達側で出場し1アシスト、後半はヴァンフォーレ甲府側で出場し1ゴールを決めた。
2011年から東京大学運動会ア式蹴球部のコーチに就任、2013年まで務めた。また、コーチ業と並行してスカパー!、J SPORTSでサッカー解説者としての活動も行っていた。
2015年より東京都社会人サッカーリーグ所属（当時）LB-BRB TOKYO（東大サッカー部と慶大サッカー部のOBを中心としたクラブ）のヘッドコーチに就任、2017年途中からはヘッドコーチ兼任で選手登録された。
2018年、ヴィッセル神戸強化部スタッフに就任。同年4月にアシスタントコーチに就任した。9月17日、神戸のコーチングスタッフ体制変更が発表され、吉田孝行に代わりフアン・マヌエル・リージョが新たに監督に就任することが発表されたが、就労環境が整うまでの期間、暫定的に監督を務めJ1第27節・浦和戦、第28節・鹿島戦で指揮を執った。
2019年6月、吉田孝行の監督退任に伴い、コーチ契約を解除された。
2020年9月、ヴィッセル神戸のヘッドコーチに就任した。
2022年3月21日、三浦淳寛の監督退任に伴い、スカウティング業務へ配置転換された。
2024年よりガイナーレ鳥取監督に就任。

## 所属クラブ
- 東京小山FC
- 桐蔭学園高等学校
- 駒澤大学
- 1990年 - 2000年 ヴェルディ川崎/東京ヴェルディ1969
  - 2000年 ヴィッセル神戸 (期限付き移籍)
- 2007年 - 2010年 ヴァンフォーレ甲府

## 個人成績
| 国内大会個人成績 | 国内大会個人成績 | 国内大会個人成績 | 国内大会個人成績 | 国内大会個人成績 | 国内大会個人成績 | 国内大会個人成績 | 国内大会個人成績 | 国内大会個人成績 | 国内大会個人成績 | 国内大会個人成績 | 国内大会個人成績 |
| 年度             | クラブ           | 背番号           | リーグ           | リーグ戦         | リーグ戦         | リーグ杯         | リーグ杯         | オープン杯       | オープン杯       | 期間通算         | 期間通算         |
| 年度             | クラブ           | 背番号           | リーグ           | 出場             | 得点             | 出場             | 得点             | 出場             | 得点             | 出場             | 得点             |
| 日本             | 日本             | 日本             | 日本             | リーグ戦         | リーグ戦         | リーグ杯         | リーグ杯         | 天皇杯           | 天皇杯           | 期間通算         | 期間通算         |
| ---------------- | ---------------- | ---------------- | ---------------- | ---------------- | ---------------- | ---------------- | ---------------- | ---------------- | ---------------- | ---------------- | ---------------- |
| 1994             | 駒大             | 5                | -                | -                | -                | -                | -                | 1                | 0                | 1                | 0                |
| 1995             | V川崎            | -                | J                | 43               | 0                | -                | -                | 3                | 0                | 46               | 0                |
| 1996             | V川崎            | -                | J                | 14               | 1                | 0                | 0                | 5                | 0                | 19               | 1                |
| 1997             | V川崎            | 4                | J                | 9                | 0                | 5                | 1                | 2                | 0                | 16               | 1                |
| 1998             | V川崎            | 4                | J                | 3                | 0                | 2                | 0                | -                | -                | 5                | 0                |
| 1998             | 神戸             | 34               | J                | 7                | 0                | 0                | 0                | 2                | 0                | 9                | 0                |
| 1999             | V川崎            | 4                | J1               | 29               | 7                | 4                | 0                | 4                | 0                | 37               | 7                |
| 2000             | V川崎            | 4                | J1               | 27               | 6                | 6                | 0                | 2                | 0                | 35               | 6                |
| 2001             | 東京V            | 4                | J1               | 17               | 2                | 2                | 0                | 2                | 0                | 21               | 2                |
| 2002             | 東京V            | 4                | J1               | 20               | 0                | 4                | 0                | 1                | 0                | 25               | 0                |
| 2003             | 東京V            | 4                | J1               | 29               | 1                | 3                | 0                | 3                | 0                | 35               | 1                |
| 2004             | 東京V            | 4                | J1               | 29               | 1                | 7                | 1                | 5                | 1                | 41               | 3                |
| 2005             | 東京V            | 4                | J1               | 30               | 0                | 6                | 0                | 1                | 0                | 37               | 0                |
| 2006             | 甲府             | 31               | J1               | 30               | 0                | 3                | 1                | 3                | 0                | 36               | 1                |
| 2007             | 甲府             | 31               | J1               | 24               | 1                | 5                | 0                | 1                | 0                | 30               | 1                |
| 2008             | 甲府             | 31               | J2               | 31               | 4                | -                | -                | 2                | 0                | 33               | 4                |
| 2009             | 甲府             | 31               | J2               | 27               | 0                | -                | -                | 2                | 0                | 29               | 0                |
| 通算             | 日本             | 日本             | J1               | 311              | 19               | 47               | 3                | 34               | 1                | 392              | 23               |
| 通算             | 日本             | 日本             | J2               | 58               | 4                | -                | -                | 4                | 0                | 62               | 4                |
| 通算             | 日本             | 日本             | 他               | -                | -                | -                | -                | 1                | 0                | 1                | 0                |
| 総通算           | 総通算           | 総通算           | 総通算           | 369              | 23               | 47               | 3                | 39               | 1                | 455              | 27               |

その他の公式戦
- 1995年
  - Jリーグチャンピオンシップ 2試合0得点
- 1996年
  - サントリーカップ 1試合0得点
- 1998年
  - J1参入決定戦 2試合0得点
- 2005年
  - スーパーカップ 1試合0得点

## 代表歴

### 試合数
- 国際Aマッチ 2試合 0得点(1995年)

| 日本代表 | 国際Aマッチ | 国際Aマッチ |
| 年       | 出場        | 得点        |
| -------- | ----------- | ----------- |
| 1995     | 2           | 0           |
| 通算     | 2           | 0           |

### 出場
| No. | 開催日         | 開催都市 | スタジアム                                 | 対戦相手   | 結果 | 監督   | 大会                 |
| --- | -------------- | -------- | ------------------------------------------ | ---------- | ---- | ------ | -------------------- |
| 1.  | 1995年08月06日 | 京都府   | 京都市西京極総合運動公園陸上競技場兼球技場 | コスタリカ | ○3-0 | 加茂周 | 国際親善試合         |
| 2.  | 1995年08月09日 | 東京都   | 国立霞ヶ丘競技場陸上競技場                 | ブラジル   | ●1-5 | 加茂周 | サン・スパークカップ |

## 引退試合
| 2010年6月27日 |

| ヴァンフォーレ甲府               | 2 - 1 | 林健太郎とゆかいな仲間達 |
| 柏好文 19分 · 林健太郎 83分 (PK) |       | 前園真聖 27分            |

| 山梨中銀スタジアム 観客数: 6,331人 |

メンバー
- ヴァンフォーレ甲府

ヴァンフォーレ甲府の選手一覧のうち2010年6月27日時点で登録されていた選手、31.林健太郎
- 林健太郎とゆかいな仲間達

1.坂本武久、3.柳本啓成、4.林健太郎、5.柱谷哲二（選手兼監督）、7.前園真聖、8.森島寛晃、9.須藤大輔、10.福永泰、11.水内猛、13.野々村芳和、15.ビジュ、16.桜井直人、18.長谷川太郎、19.脇田寧人、20.仲田建二、21.外池大亮、22.羽地登志晃、23.山崎光太郎、24.倉貫一毅、25.堀井岳也、26.宇留野純、27.吾妻弘将、34.阿部謙作
- 林健太郎は前半は林健太郎とゆかいな仲間達側、後半はヴァンフォーレ甲府側で出場。

## 指導歴
- 2011年 - 2014年 東京大学運動会ア式蹴球部 ヘッドコーチ
- 2015年 - 2017年 東京ユナイテッドFC ヘッドコーチ兼スポーツディレクター
- 2018年4月 - 2019年6月, 2020年9月 - 2023年 ヴィッセル神戸
  - 2018年4月 - 9月 アシスタンコーチ
  - 2018年9月 監督[10]
  - 2018年10月 - 2019年6月 アシスタントコーチ
  - 2020年9月 - 2022年3月 ヘッドコーチ
  - 2022年3月 - 2023年 スカウト
- 2024年 - ガイナーレ鳥取 監督

## 監督成績
| 年度 | 所属 | クラブ | リーグ戦 | リーグ戦 | リーグ戦 | リーグ戦 | リーグ戦 | リーグ戦 | カップ戦       | カップ戦  |
| 年度 | 所属 | クラブ | 順位     | 勝点     | 試合     | 勝       | 分       | 敗       | ルヴァンカップ | 天皇杯    |
| ---- | ---- | ------ | -------- | -------- | -------- | -------- | -------- | -------- | -------------- | --------- |
| 2018 | J1   | 神戸   | 10位     | -        | 2        | 0        | 0        | 2        | -              | -         |
| 2024 | J3   | 鳥取   | 13位     | 50       | 38       | 14       | 8        | 16       | 2回戦敗退      | 1回戦敗退 |
| 2025 | J3   | 鳥取   | 位       |          |          |          |          |          |                |           |

- ※2018年は9月のみの暫定指揮。